# Burtigny
Burtigny ist eine politische Gemeinde im Bezirk Nyon des Kantons Waadt in der Schweiz.

## Geographie
Burtigny liegt auf 737 m ü. M., 10 km nördlich des Bezirkshauptortes Nyon (Luftlinie). Das Strassenzeilendorf erstreckt sich auf einer leicht nach Süden geneigten Hochfläche zwischen der Serine und ihrem östlichen Zufluss Moteline, am Jurasüdhang, in aussichtsreicher Lage rund 350 m über dem Seespiegel des Genfersees.
Die Fläche des 5,7 km² grossen Gemeindegebiets umfasst einen Abschnitt am Jurasüdhang. Der Gemeindeboden erstreckt sich vom Tal der Serine nach Osten auf das Hochplateau bei Burtigny, das von der Moteline entwässert wird. Östlich an dieses Plateau schliesst sich das Waldgebiet Grandes Tattes an, in dem mit 895 m ü. M. (oberhalb der Waadtländer Côte) der höchste Punkt von Burtigny erreicht wird. Die Nordgrenze verläuft im gewundenen Tal von Prévondavaux, das von einem unter Naturschutz stehenden Sumpfgebiet eingenommen wird. Das Tal von Prévondavaux ist ein Zeugnis der letzten Eiszeit, es war einst eine Schmelzwasserrinne am Rand des eiszeitlichen Rhonegletschers. Von der Gemeindefläche entfielen 1997 5 % auf Siedlungen, 35 % auf Wald und Gehölze, 59 % auf Landwirtschaft und etwas mehr als 1 % war unproduktives Land.
Zu Burtigny gehören zahlreiche Einzelhöfe. Nachbargemeinden von Burtigny sind Begnins, Le Vaud, Marchissy, Longirod, Saint-Oyens, Essertines-sur-Rolle, Gilly, Bursins, Vinzel und Luins.

## Bevölkerung
Mit 407 Einwohnern (Stand 31. Dezember 2023) gehört Burtigny zu den kleinen Gemeinden des Kantons Waadt. Von den Bewohnern sind 83,3 % französischsprachig, 7,1 % deutschsprachig und 5,5 % englischsprachig (Stand 2000). Die Bevölkerungszahl von Burtigny belief sich 1850 auf 362 Einwohner, 1900 auf 369 Einwohner. Nachdem die Bevölkerung bis 1970 auf 216 Einwohner abgenommen hatte, wurde seither wieder eine steigende Tendenz beobachtet.

## Wirtschaft
Burtigny war bis in die zweite Hälfte des 20. Jahrhunderts ein vorwiegend durch die Landwirtschaft geprägtes Dorf. Noch heute spielt die Landwirtschaft als Erwerbszweig der Bevölkerung eine wichtige Rolle, wobei der Ackerbau und die Viehzucht überwiegen. Burtigny ist Standort einer Korkenfabrik, weitere Arbeitsplätze sind im Dienstleistungssektor vorhanden. In den letzten Jahrzehnten hat sich das Dorf dank seiner attraktiven Lage zu einer Wohngemeinde entwickelt. Viele Erwerbstätige sind Wegpendler, die vor allem in Nyon arbeiten.

## Verkehr
Die Gemeinde liegt zwar abseits grösserer Durchgangsstrassen, ist aber verkehrstechnisch an der Kantonsstrasse von Gland zum Col du Marchairuz trotzdem gut erschlossen. Der Autobahnanschluss Gland an der 1964 eröffneten A1 (Genf-Lausanne) ist rund 6 km vom Ort entfernt. Durch einen Postautokurs, der von Gland nach Burtigny verkehrt, ist das Dorf an das Netz des öffentlichen Verkehrs angebunden.

## Geschichte

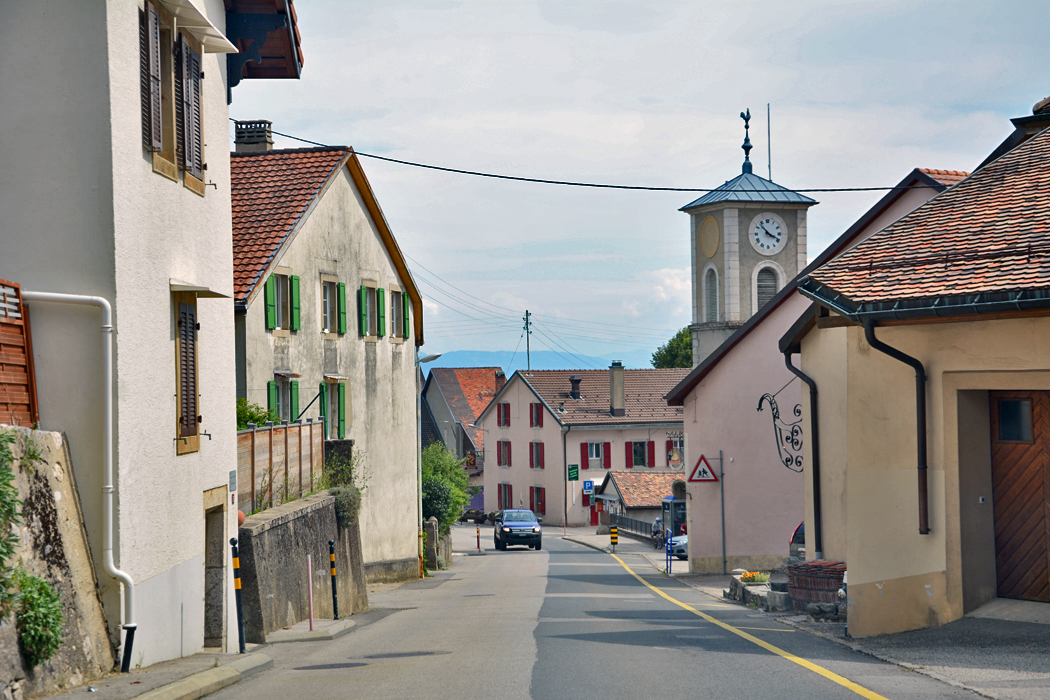
Dorfzentrum

Schon lange vor der Zeitenwende war das Gemeindegebiet von Burtigny besiedelt. Es wurden Schalensteine, Schmelzanlagen aus der Bronzezeit und Grabhügel aus der Hallstattzeit gefunden. Die erste urkundliche Erwähnung des Ortes erfolgte 1144 unter dem Namen Britiniaco, 1145 erschien die Schreibweise Brettignei. Burtigny gehörte im Mittelalter zur Herrschaft Prangins. Nach 1208 wechselte es mehrmals den Besitzer, bevor es 1357 endgültig an die Herren von Aubonne kam.
Mit der Eroberung der Waadt durch Bern im Jahr 1536 kam Burtigny unter die Verwaltung der Vogtei Aubonne. Nach dem Zusammenbruch des Ancien Régime gehörte das Dorf von 1798 bis 1803 während der Helvetik zum Kanton Léman, der anschliessend mit der Inkraftsetzung der Mediationsverfassung im Kanton Waadt aufging. 1798 wurde es dem Bezirk Rolle zugeteilt. Im 19. Jahrhundert fielen zahlreiche Häuser zwei Dorfbränden zum Opfer.

## Sehenswürdigkeiten
Die Pfarrkirche Saint-Pierre, bereits 1204 erwähnt, unterstand der Zisterzienserabtei Bonmont. Der heutige Bau stammt zum grossen Teil von 1481, während das Pfarrhaus 1809 errichtet wurde. Im Dorfkern sind einige Bauernhäuser aus dem 19. Jahrhundert erhalten.